# Éliminatoires du Championnat d'Europe de football 1996, groupe 1
Cet article donne le calendrier, les résultats des matches ainsi que le classement du groupe 1 des éliminatoires de l'Euro 1996.

## Classement
| Rang | Équipe      | Pts | J  | G | N | P | Bp | Bc | Diff |  | Résultats (▼ dom., ► ext.) |     |     |     |     |     |      |
| ---- | ----------- | --- | -- | - | - | - | -- | -- | ---- |  | -------------------------- | --- | --- | --- | --- | --- | ---- |
| 1    | Roumanie    | 21  | 10 | 6 | 3 | 1 | 18 | 9  | +9   |  | Roumanie                   |     | 1-3 | 3-2 | 2-1 | 2-1 | 3-0  |
| 2    | France      | 20  | 10 | 5 | 5 | 0 | 22 | 2  | +20  |  | France                     | 0-0 |     | 4-0 | 1-1 | 2-0 | 10-0 |
| 3    | Slovaquie   | 14  | 10 | 4 | 2 | 4 | 14 | 18 | -4   |  | Slovaquie                  | 0-2 | 0-0 |     | 4-1 | 1-0 | 4-1  |
| 4    | Pologne     | 13  | 10 | 3 | 4 | 3 | 14 | 12 | +2   |  | Pologne                    | 0-0 | 0-0 | 5-0 |     | 4-3 | 1-0  |
| 5    | Israël      | 12  | 10 | 3 | 3 | 4 | 13 | 13 | 0    |  | Israël                     | 1-1 | 0-0 | 2-2 | 2-1 |     | 2-0  |
| 6    | Azerbaïdjan | 1   | 10 | 0 | 1 | 9 | 2  | 29 | -27  |  | Azerbaïdjan                | 1-4 | 0-2 | 0-1 | 0-0 | 0-2 |      |

## Résultats et calendrier
| 4 septembre 1994 | Israël            | 2–1 | Pologne     | Stade Ramat Gan, Ramat Gan                              |                                                         |
| 17:00 UTC+2      | R. Harazi 44e 59e |     | 80e Kosecki | Spectateurs : 3 500 Arbitrage : Frans van den Wijngaert | Spectateurs : 3 500 Arbitrage : Frans van den Wijngaert |

| 7 septembre 1994 | Slovaquie | 0–0 | France | Tehelné pole, Bratislava                         |                                                  |
| 20:30 UTC+2      |           |     |        | Spectateurs : 14 329 Arbitrage : Peter Mikkelsen | Spectateurs : 14 329 Arbitrage : Peter Mikkelsen |

| 7 septembre 1994 | Roumanie                                      | 3–0 | Azerbaïdjan | Stade Steaua, Bucarest                          |                                                 |
| 20:00 UTC+3      | Belodedici 42e · Petrescu 57e · Răducioiu 87e |     |             | Spectateurs : 7 000 Arbitrage : Robert Sedlacek | Spectateurs : 7 000 Arbitrage : Robert Sedlacek |

| 8 octobre 1994 | France | 0–0 | Roumanie | Stade Geoffroy-Guichard, Saint-Étienne        |                                               |
| 20:45 UTC+1    |        |     |          | Spectateurs : 31 144 Arbitrage : Leif Sundell | Spectateurs : 31 144 Arbitrage : Leif Sundell |

| 12 octobre 1994 | Israël                           | 2–2 | Slovaquie                     | Stade Ramat Gan, Ramat Gan                        |                                                   |
| 18:00 UTC+2     | R. Harazi 23e · Banin 32e (pen.) |     | 5e Rusnák (en) · 14e Moravčík | Spectateurs : 7 500 Arbitrage : John Blankenstein | Spectateurs : 7 500 Arbitrage : John Blankenstein |

| 12 octobre 1994 | Pologne       | 1–0 | Azerbaïdjan | Stadion Stali Mielec, Mielec               |                                            |
| 20:15 UTC+1     | Juskowiak 44e |     |             | Spectateurs : 4 600 Arbitrage : Ilkka Koho | Spectateurs : 4 600 Arbitrage : Ilkka Koho |

| 12 novembre 1994 | Roumanie                               | 3–2 | Slovaquie                      | Stade Steaua, Bucarest                      |                                             |
| 18:00 UTC+2      | Gh. Popescu 7e · Hagi 46e · Prodan 82e |     | 56e Dubovský · 78e Chvíla (en) | Spectateurs : 10 283 Arbitrage : Vadim Zhuk | Spectateurs : 10 283 Arbitrage : Vadim Zhuk |

| 16 novembre 1994 | Pologne | 0–0 | France | Stade Ernest-Pohl, Zabrze                         |                                                   |
| 18:00 UTC+1      |         |     |        | Spectateurs : 18 000 Arbitrage : Angelo Amendolia | Spectateurs : 18 000 Arbitrage : Angelo Amendolia |

| 16 novembre 1994 | Azerbaïdjan | 0–2 | Israël                        | Stade Hüseyin-Avni-Aker, Trabzon              |                                               |
| 19:00 UTC+2      |             |     | 30e R. Harazi · 51e Rosenthal | Spectateurs : 2 863 Arbitrage : László Vágner | Spectateurs : 2 863 Arbitrage : László Vágner |

| 13 décembre 1994 | Azerbaïdjan | 0–2 | France               | Stade Hüseyin-Avni-Aker, Trabzon            |                                             |
| 19:00 UTC+2      |             |     | 25e Papin · 56e Loko | Spectateurs : 533 Arbitrage : Rune Pedersen | Spectateurs : 533 Arbitrage : Rune Pedersen |

| 14 décembre 1994 | Israël        | 1–1 | Roumanie    | Stade Ramat Gan, Ramat Gan                                |                                                           |
| 18:00 UTC+2      | Rosenthal 83e |     | 70e Lăcătuș | Spectateurs : 38 000 Arbitrage : Antonio Martín Navarrete | Spectateurs : 38 000 Arbitrage : Antonio Martín Navarrete |

| 29 mars 1995 | Roumanie                          | 2–1 | Pologne              | Stade Steaua, Bucarest                              |                                                     |
| 18:30 UTC+3  | Răducioiu 45e · Wandzik 53e (csc) |     | 42e (pen.) Juskowiak | Spectateurs : 13 480 Arbitrage : Kurt Röthlisberger | Spectateurs : 13 480 Arbitrage : Kurt Röthlisberger |

| 29 mars 1995 | Slovaquie                                             | 4–1 | Azerbaïdjan           | Všešportový areál, Košice                          |                                                    |
| 18:00 UTC+2  | Tittel 34e · Timko (en) 40e 51e · Dubovský 45e (pen.) |     | 80e (pen.) Suleymanov | Spectateurs : 12 450 Arbitrage : Vassilios Nikakis | Spectateurs : 12 450 Arbitrage : Vassilios Nikakis |

| 29 mars 1995 | Israël | 0–0 | France | Stade Ramat Gan, Ramat Gan                     |                                                |
| 17:00 UTC+2  |        |     |        | Spectateurs : 39 000 Arbitrage : Jim McCluskey | Spectateurs : 39 000 Arbitrage : Jim McCluskey |

| 25 avril 1995 | Pologne                                                 | 4–3 | Israël                                      | Stade Ernest-Pohl, Zabrze                    |                                              |
| 17:30 UTC+2   | Nowak 1re · Juskowiak 50e · Kowalczyk 55e · Kosecki 62e |     | 33e Rosenthal · 38e Revivo · 70e Zohar (en) | Spectateurs : 5 500 Arbitrage : Anders Frisk | Spectateurs : 5 500 Arbitrage : Anders Frisk |

| 26 avril 1995 | Azerbaïdjan    | 1–4 | Roumanie                                     | Stade Hüseyin-Avni-Aker, Trabzon              |                                               |
| 18:00 UTC+3   | Suleymanov 35e |     | 2e (pen.) 69e 76e Răducioiu · 39e Dumitrescu | Spectateurs : 372 Arbitrage : Dimitar Momirov | Spectateurs : 372 Arbitrage : Dimitar Momirov |

| 26 avril 1995 | France                                                         | 4–0 | Slovaquie | Stade de la Beaujoire, Nantes                    |                                                  |
| 20:45 UTC+2   | Krištofík (en) 27e (csc) · Ginola 42e · Blanc 57e · Guérin 62e |     |           | Spectateurs : 23 910 Arbitrage : Bernd Heynemann | Spectateurs : 23 910 Arbitrage : Bernd Heynemann |

| 7 June 1995 | Pologne                                                       | 5–0 | Slovaquie | Stade Ernest-Pohl, Zabrze                       |                                                 |
| 17:30 UTC+2 | Juskowiak 10e 72e · Wieszczycki 58e · Kosecki 63e · Nowak 69e |     |           | Spectateurs : 9 515 Arbitrage : Robert Sedlacek | Spectateurs : 9 515 Arbitrage : Robert Sedlacek |

| 7 June 1995 | Roumanie                   | 2–1 | Israël       | Stade Steaua, Bucarest                         |                                                |
| 20:00 UTC+3 | Lăcătuș 16e · Munteanu 56e |     | 50e Berkovic | Spectateurs : 18 575 Arbitrage : Rune Pedersen | Spectateurs : 18 575 Arbitrage : Rune Pedersen |

| 16 August 1995 | Azerbaïdjan | 0–1 | Slovaquie        | Stade Hüseyin-Avni-Aker, Trabzon          |                                           |
| 19:00 UTC+3    |             |     | 60e Jančula (en) | Spectateurs : 200 Arbitrage : Alain Hamer | Spectateurs : 200 Arbitrage : Alain Hamer |

| 16 August 1995 | France        | 1–1 | Pologne       | Parc des Princes, Paris                           |                                                   |
| 20:45 UTC+2    | Djorkaeff 87e |     | 35e Juskowiak | Spectateurs : 40 426 Arbitrage : Manuel Díaz Vega | Spectateurs : 40 426 Arbitrage : Manuel Díaz Vega |

| 6 septembre 1995 | France | 10–0 | Azerbaïdjan | Stade de l'Abbé-Deschamps, Auxerre               |                                                  |
| 20:45 UTC+2      | Desailly 13e · Djorkaeff 17e 78e · Guérin 33e · Pedros 49e · Leboeuf 54e 74e · Dugarry 66e · Zidane 72e · Cocard 90e |      |             | Spectateurs : 13 479 Arbitrage : Alfred Micallef | Spectateurs : 13 479 Arbitrage : Alfred Micallef |

| 6 septembre 1995 | Pologne | 0–0 | Roumanie | Stade Ernest-Pohl, Zabrze                         |                                                   |
| 17:00 UTC+2      |         |     |          | Spectateurs : 18 000 Arbitrage : Dermot Gallagher | Spectateurs : 18 000 Arbitrage : Dermot Gallagher |

| 6 septembre 1995 | Slovaquie        | 1–0 | Israël | Všešportový areál, Košice                     |                                               |
| 18:00 UTC+2      | Jančula (en) 54e |     |        | Spectateurs : 7 810 Arbitrage : Marnix Sandra | Spectateurs : 7 810 Arbitrage : Marnix Sandra |

| 11 octobre 1995 | Roumanie    | 1–3 | France                                    | Stade Steaua, Bucarest                              |                                                     |
| 19:00 UTC+2     | Lăcătuș 51e |     | 29e Karembeu · 41e Djorkaeff · 72e Zidane | Spectateurs : 23 200 Arbitrage : Pierluigi Pairetto | Spectateurs : 23 200 Arbitrage : Pierluigi Pairetto |

| 11 octobre 1995 | Slovaquie                                                                 | 4–1 | Pologne       | Tehelné pole, Bratislava                                |                                                         |
| 17:30 UTC+1     | Dubovský 31e (pen.) · Jančula (en) 68e · Ujlaky (en) 77e · Šimon (en) 82e |     | 20e Juskowiak | Spectateurs : 11 653 Arbitrage : Jorge Monteiro Coroado | Spectateurs : 11 653 Arbitrage : Jorge Monteiro Coroado |

| 11 octobre 1995 | Israël            | 2–0 | Azerbaïdjan | Stade Bloomfield, Tel Aviv                      |                                                 |
| 18:00 UTC+2     | R. Harazi 31e 90e |     |             | Spectateurs : 7 000 Arbitrage : Claude Détruche | Spectateurs : 7 000 Arbitrage : Claude Détruche |

| 15 novembre 1995 | France                       | 2–0 | Israël | Stade Michel d'Ornano, Caen                   |                                               |
| 20:45 UTC+1      | Djorkaeff 69e · Lizarazu 89e |     |        | Spectateurs : 20 822 Arbitrage : Gerd Grabher | Spectateurs : 20 822 Arbitrage : Gerd Grabher |

| 15 novembre 1995 | Slovaquie | 0–2 | Roumanie                | Všešportový areál, Košice                      |                                                |
| 17:30 UTC+1      |           |     | 66e Hagi · 82e Munteanu | Spectateurs : 9 676 Arbitrage : Jaap Uilenberg | Spectateurs : 9 676 Arbitrage : Jaap Uilenberg |

| 15 novembre 1995 | Azerbaïdjan | 0–0 | Pologne | Stade Hüseyin-Avni-Aker, Trabzon             |                                              |
| 16:00 UTC+2      |             |     |         | Spectateurs : 200 Arbitrage : Leslie Mottram | Spectateurs : 200 Arbitrage : Leslie Mottram |